# Христианские святые места Израиля и Палестины

В данном списке представлены традиционные места событий, описанных в Евангелии, предшествующих им и последующих за ними и связанных с земной жизнью Иисуса Христа, Божией Матери, Иоанна Предтечи и апостолов. Для христиан эти места являются святыми. Места евангельских событий расположены в хронологическом порядке, согласно Евангельскому синопсису. Почти все места расположены в Израиле и Палестинской автономии, и над ними сооружены храмы или часовни. Некоторые места имеют символическое значение.

## Места доевангельских почитаемых событий
| Событие                               | Место события         | Изображение | Местоположение                                                   | Принадлежность                     | Примечания |
| ------------------------------------- | --------------------- | ----------- | ---------------------------------------------------------------- | ---------------------------------- | --- |
| Рождество Девы Марии                  | Монастырь Святой Анны |             | Израиль, Иерусалим, Старый город 31°46′51″ с. ш. 35°14′12″ в. д. | Иерусалимская православная церковь | Почитается только православными. Под церковью находятся пещеры, где, по преданию, молилась праведная Анна и родилась Богородица. Согласно католическому преданию место рождения Девы Марии находится в крипте близлежащей базилики Святой Анны. |
| Введение во храм Пресвятой Богородицы | Иерусалимский Храм    |             | Иерусалим, Храмовая гора 31°46′41″ с. ш. 35°14′07″ в. д.         |                                    | Храм разрушен (на его месте находится мечеть Купол скалы). |

## Места евангельских событий

### Начальный период евангельской истории
| Событие                                                                       | Место события                                                  | Изображение | Местоположение                                           | Принадлежность | Примечания |
| ----------------------------------------------------------------------------- | -------------------------------------------------------------- | ----------- | -------------------------------------------------------- | --- | --- |
| Благовестие Захарии о рождении Иоанна Предтечи (Лк. 1:5-25)                   | Иерусалимский Храм                                             |             | Иерусалим, Храмовая гора 31°46′41″ с. ш. 35°14′07″ в. д. | | Храм разрушен (на его месте находится мечеть Купол скалы). |
| Первое Благовещение (согласно апокрифу)                                       | Церковь Архангела Гавриила над источником Пресвятой Богородицы |             | Израиль, Назарет 32°42′25″ с. ш. 35°18′05″ в. д.         | Иерусалимская православная церковь                                                                                          | Почитается только православными. |
| Благовещение Деве Марии (Лк. 1:28-38)                                         | Базилика Благовещения. Грот Благовещения                       |             | Назарет 32°42′07″ с. ш. 35°17′52″ в. д.                  | Латинский Патриархат Иерусалима                                                                                             | На предполагаемом месте Благовещения находится престол, на котором имеется латинская надпись «Здесь Слово стало плотью».                                                                                      |
| Встреча Девы Марии c праведной Елизаветой (Лк. 1:39-56)                       | Церковь Посещения                                              |             | Израиль, Эйн-Карем 31°45′52″ с. ш. 35°09′28″ в. д.       | Латинский Патриархат Иерусалима                                                                                             | |
| Рождество Иоанна Предтечи (Лк. 1:57)                                          | Храм Святого Иоанна Предтечи. Грот Рождества святого Иоанна    |             | Эйн-Карем 31°46′04″ с. ш. 35°09′46″ в. д.                | Латинский Патриархат Иерусалима                                                                                             | На предполагаемом месте рождения пророка находится престол, под которым установлен круг с латинской надписью: «Здесь родился Предтеча Господень».                                                             |
| Подготовка Иоанна Предтечи к проповеди (Лк. 1:80)                             | Монастырь Иоанна Предтечи в пустыни                            |             | Израиль, Эвен Сапир 31°46′04″ с. ш. 35°07′55″ в. д.      | Латинский Патриархат Иерусалима                                                                                             | |
| Рождество Иисуса Христа (Лк. 2:6-7)                                           | Базилика Рождества Христова. Пещера Рождества                  |             | Палестина, Вифлеем 31°42′15″ с. ш. 35°12′27″ в. д.       | Иерусалимская православная церковь, Иерусалимский патриархат Армянской апостольской церкви, Латинский Патриархат Иерусалима | На предполагаемом месте рождения Иисуса находится престол, под которым установлена 14-ти конечная звезда с латинской надписью: «Здесь родился Иисус Христос от Девы Марии».                                   |
| Явление ангелов пастухам и сообщение им о рождении Иисуса Христа (Лк. 2:8-15) | Поле Пастушков. Монастырь Пастухов                             |             | Палестина, Бейт-Сахур 31°42′06″ с. ш. 35°13′36″ в. д.    | Иерусалимская православная церковь                                                                                          | Почитается православными, католиками также почитается место 700 метров севернее (католический храм «Слава в вышних Богу»), протестанты почитают место, находящееся 1 км восточнее (в социальном центре YMCA). |
| Встреча (Сретение) младенца Иисуса Христа с праведным Симеоном (Лк. 2:22-33)  | Иерусалимский Храм                                             |             | Иерусалим, Храмовая гора 31°46′41″ с. ш. 35°14′07″ в. д. | | Разрушен (на его месте находится мечеть Купол скалы). |

### Крещение Иисуса Христа. Начало служения
| Событие                                        | Место события                                                                            | Изображение | Местоположение | Принадлежность                     | Примечания |
| ---------------------------------------------- | ---------------------------------------------------------------------------------------- | ----------- | --- | ---------------------------------- | --- |
| Крещение Иисуса Христа (Мф. 3:13-17, Ин. 1:29) | Вифавара                                                                                 |             | Эль-Махтас (или Вади-эль-Харар), Иордания; Каср-эль-Яхуд, Израиль (напротив Эль-Махтаса, на другом берегу реки Иордан) 31°50′12″ с. ш. 35°32′49″ в. д. |                                    | В Эль-Махтасе находится греческая православная церковь Иоанна Предтечи.                                                  |
| Искушение Иисуса Христа в пустыне (Мф. 4:1-11) | Монастырь Искушения. Пещера, в которой пребывал Иисус Христос во время 40-дневного поста |             | Палестина, гора Искушения (гора Каранталь) 31°52′28″ с. ш. 35°25′55″ в. д.                                                                             | Иерусалимская православная церковь | В часовне Искушения находится камень, на котором, по преданию, молился Иисус Христос.                                    |
| Чудо в Кане Галилейской (Ин. 2:1-11)           | Церковь Венчания                                                                         |             | Израиль, Кана Галилейская 32°44′49″ с. ш. 35°20′18″ в. д.                                                                                              | Латинский Патриархат Иерусалима    | В крипте храма находится каменный водонос, как считается, являющийся одним из шести, в которых вода претворилась в вино. |

### Служение Иисуса Христа от первой Пасхи до второй
| Событие                                                                                      | Место события                            | Изображение | Местоположение                                                       | Принадлежность                                     | Примечания                                                                                  |
| -------------------------------------------------------------------------------------------- | ---------------------------------------- | ----------- | -------------------------------------------------------------------- | -------------------------------------------------- | ------------------------------------------------------------------------------------------- |
| Заключение Иоанна Предтечи в темницу (Мф. 14:3-5)                                            | Крепость Махерон                         |             | Иордания 31°34′02″ с. ш. 35°37′27″ в. д.                             |                                                    | Крепость разрушена. По преданию, здесь же произошло усекновение главы Иоанна Предтечи.      |
| Беседа Иисуса Христа с самарянкой (Ин. 4:4-42)                                               | Монастырь Колодца Иакова, Колодец Иакова |             | Палестина, Наблус 32°12′34″ с. ш. 35°17′07″ в. д.                    | Иерусалимская православная церковь                 |                                                                                             |
| Проповедь Иисуса Христа в назаретской синагоге (Лк. 4:16-27)                                 | Церковь Синагоги                         |             | Назарет 32°42′12″ с. ш. 35°17′50″ в. д.                              | Мелькитская греко-католическая церковь (униатская) |                                                                                             |
| Попытка свержения Иисуса Христа с горы (Лк. 4:28-30)                                         | Гора Свержения                           |             | 2 километра на юг от центра Назарета 32°40′50″ с. ш. 35°17′53″ в. д. |                                                    |                                                                                             |
| Проповедь Иисуса Христа в капернаумской синагоге и исцеление в ней бесноватого (Мк. 1:21-28) | Капернаумская синагога                   |             | Израиль, Капернаум 32°52′51″ с. ш. 35°34′31″ в. д.                   | Католический орден францисканцев                   | Евангельская синагога находится под обозреваемыми руинами синагоги V века.                  |
| Исцеление тещи апостола Петра (Мк. 1:29-31)                                                  | Церковь Святого Петра                    |             | Капернаум 32°52′50″ с. ш. 35°34′31″ в. д.                            | Латинский Патриархат Иерусалима                    | В центре храма ниже уровня пола находится фундамент почитаемой комнаты дома апостола Петра. |
| Исцеление расслабленного в Капернауме (Мк. 2:1-12)                                           | Монастырь Святых Апостолов               |             | Капернаум 32°52′52″ с. ш. 35°34′38″ в. д.                            | Иерусалимская православная церковь                 | Почитается только православными.                                                            |

### Служение Иисуса Христа от второй Пасхи до третьей
| Событие                                                            | Место события                                | Изображение | Местоположение                                                      | Принадлежность                  | Примечания                                                                                      |
| ------------------------------------------------------------------ | -------------------------------------------- | ----------- | ------------------------------------------------------------------- | ------------------------------- | ----------------------------------------------------------------------------------------------- |
| Исцеление расслабленного при Овчей купели (Ин. 5:1-13)             | Вифезда                                      |             | Иерусалим, Старый город 31°46′53″ с. ш. 35°14′09″ в. д.             |                                 |                                                                                                 |
| Нагорная проповедь (Мф. 5:1-7:29)                                  | Гора Блаженств. Церковь Заповедей Блаженства |             | Израиль, между Табхой и Капернаумом 32°52′51″ с. ш. 35°33′21″ в. д. | Латинский Патриархат Иерусалима | Некоторые протестанты считают, что Нагорная проповедь происходила на горе Карней Хиттим.        |
| Насыщение 5000 человек пятью хлебами и двумя рыбами (Мф. 14:14-21) | Церковь Умножения Хлебов и Рыб               |             | Табха 32°52′24″ с. ш. 35°32′58″ в. д.                               | Латинский Патриархат Иерусалима | Под престолом храма находится камень, на котором, по преданию, Иисус Христос совершил это чудо. |

### События от третьей Пасхи до Входа Иисуса Христа в Иерусалим
| Событие                                                                                   | Место события                      | Изображение | Местоположение                                                        | Принадлежность                     | Примечания |
| ----------------------------------------------------------------------------------------- | ---------------------------------- | ----------- | --------------------------------------------------------------------- | ---------------------------------- | --- |
| Сон учеников перед Преображением Иисуса Христа (Лк. 9:32)                                 | Монастырь Преображения Господня    |             | Израиль, гора Фавор 32°41′16″ с. ш. 35°23′25″ в. д.                   | Иерусалимская православная церковь | |
| Преображение Иисуса Христа (Мф. 17:1-8)                                                   | Базилика Преображения Господня     |             | гора Фавор 32°41′10″ с. ш. 35°23′33″ в. д.                            | Латинский Патриархат Иерусалима    | Каменный пол в крипте храма считается местом Преображения. В качестве альтернативного места Преображения большинство современных ученых считают гору Ермон. |
| Повеление Иисуса ученикам не рассказывать о Его Преображении до Его воскресения (Мк. 9:9) | Часовня спуска                     |             | гора Фавор 32°41′13″ с. ш. 35°23′19″ в. д.                            | Латинский Патриархат Иерусалима    | |
| Иисус Христос учит апостолов молитве «Отче наш» (Лк. 11:1-4)                              | Церковь Отче наш                   |             | Иерусалим, Елеонская гора 31°46′41″ с. ш. 35°14′42″ в. д.             | Латинский Патриархат Иерусалима    | |
| Исцеление слепорожденного (Ин. 9:1-7)                                                     | Силоамская купель                  |             | Иерусалим 31°46′14″ с. ш. 35°14′06″ в. д.                             |                                    | |
| Исцеление десяти прокаженных (Лк. 17:11-19)                                               | Храм Георгия Победоносца           |             | Палестина, Буркин 32°27′26″ с. ш. 35°15′36″ в. д.                     | Иерусалимская православная церковь | |
| Встреча Иисуса Христа с Марфой и Марией, сестрами Лазаря (Ин. 11:18-37)                   | Монастырь Марфы и Марии, «Встречи» |             | Палестина, Вифания (совр. Эль-Азария) 31°46′10″ с. ш. 35°15′50″ в. д. | Иерусалимская православная церковь | В храме, под небольшим престолом, находится камень, на котором, по преданию, сидел Иисус Христос, когда Его встретила Марфа. |
| Воскрешение Лазаря (Ин. 11:38-46)                                                         | Гробница Лазаря                    |             | Вифания (совр. Эль-Азария) 31°46′18″ с. ш. 35°15′20″ в. д.            | Гробницей владеют мусульмане       | |
| Обращение Закхея (Лк. 19:1-10)                                                            | Монастырь пророка Елисея           |             | Палестина, Иерихон 31°51′20″ с. ш. 35°27′22″ в. д.                    | Иерусалимская православная церковь | Остаток дерева, на которое влез Закхей, по преданию, находится в отдельном строении во дворе монастыря, за стеклом. Также существует предположение, что это дерево находится в музейно-парковом комплексе, принадлежащего правительству Российской Федерации, в 300 метрах от монастыря. |

### События от Входа в Иерусалим до Воскресения Иисуса Христа
| Событие                                                                                              | Место события                                                   | Изображение | Местоположение                                                                            | Принадлежность                                                                                | Примечания |
| --- | --------------------------------------------------------------- | ----------- | ----------------------------------------------------------------------------------------- | --------------------------------------------------------------------------------------------- | --- |
| Иисус Христос воссел на осла для входа в Иерусалим (Мк. 11:1-7)                                      | Храм Входа Господня в Иерусалим                                 |             | Иерусалим, Виффагия 31°46′34″ с. ш. 35°15′06″ в. д.                                       | Иерусалимская православная церковь                                                            | Согласно греческому православному преданию место этого события отмечено сенью. |
| Иисус Христос воссел на осла для входа в Иерусалим                                                   | Храм Входа Господня в Иерусалим (Виффагия)                      |             | Иерусалим, Виффагия 31°46′38″ с. ш. 35°15′03″ в. д.                                       | Латинский Патриархат Иерусалима                                                               | Согласно католическому преданию Иисус воссел на осла с камня, находящегося в храме монастыря. |
| Иисус едет на осле в Иерусалим (Мк. 11:8-10)                                                         | Монастырь Марии Магдалины                                       |             | Иерусалим, Елеонская гора 31°46′46″ с. ш. 35°14′24″ в. д.                                 | Русская духовная миссия в Иерусалиме РПЦЗ                                                     | На территории монастыря находится семь ступеней древней лестницы, по которой, как считается, Иисус Христос ехал на осле в Иерусалим. |
| Иисус входит в Иерусалим (Мк. 11:11)                                                                 | Золотые ворота                                                  |             | Иерусалим 31°46′44″ с. ш. 35°14′13″ в. д.                                                 |                                                                                               | В настоящее время ворота замурованы. |
| Плач Иисуса Христа о Иерусалиме (Лк. 19:37-44)                                                       | Церковь Доминус Флевит (Слёз Господних)                         |             | Иерусалим, Елеонская гора 31°46′40″ с. ш. 35°14′30″ в. д.                                 | Латинский Патриархат Иерусалима                                                               | |
| Тайная Вечеря (Мф. 26:17-30)                                                                         | Сионская горница                                                |             | Иерусалим, гора Сион 31°46′17″ с. ш. 35°13′44″ в. д.                                      | Горница не принадлежит ни одной из конфессий и находится в ведении израильского правительства | |
| Моление Иисуса Христа о чаше (Мф. 26:36-44)                                                          | Церковь всех наций                                              |             | Иерусалим, Гефсиманский сад 31°46′45″ с. ш. 35°14′23″ в. д.                               | Латинский Патриархат Иерусалима                                                               | Камень, на котором, по преданию, Иисус Христос совершил Моление о чаше расположен перед алтарём церкви. |
| Допрос Иисуса Христа у Анны (Ин. 18:13-24)                                                           | Храм святых Архангелов                                          |             | Иерусалим, Армянский квартал Старого города 31°46′24″ с. ш. 35°13′46″ в. д.               | Армянский Патриархат Иерусалима                                                               | В храме находится часовня, по преданию, находящаяся на месте, где содержался Иисус Христос. |
| Суд Синедриона над Иисусом Христом у Каиафы (Мф. 26:57-68)                                           | Монастырь Спасителя                                             |             | Иерусалим, гора Сион 31°46′21″ с. ш. 35°13′46″ в. д.                                      | Армянский Патриархат Иерусалима                                                               | Согласно ранней христианской традиции здесь находился дом Каиафы. |
| Суд Синедриона над Иисусом Христом у Каиафы                                                          | Церковь Святого Петра в Галликанту                              |             | Иерусалим 31°46′16″ с. ш. 35°13′55″ в. д.                                                 | Латинский Патриархат Иерусалима                                                               | Согласно современной христианской традиции здесь находился дом Каиафы. Пещера в виде шахты, находящаяся под церковью, отождествляется с местом, где содержали Иисуса Христа у Каиафы. В средние века эта пещера ассоциировалась с местом, где апостол Петр оплакивал свое отречение. |
| Суд Пилата (Мф. 27:11-26)                                                                            | Крепость Антония. Преторий Пилата                               |             | Иерусалим, Старый город, Виа Долороза 31°46′48″ с. ш. 35°14′02″ в. д.                     | Принадлежит мусульманам                                                                       | Крепость разрушена. В настоящее время здесь находится медресе Эль-Омария. Является первым стоянием (остановкой или станцией) Крестного пути. Также в качестве претории Пилата рассматривается дворец Ирода (башня Давида) у Яффских ворот.                                           |
| Бичевание Иисуса Христа (Мф. 27:26-31)                                                               | Церковь Бичевания                                               |             | Иерусалим, Старый город, Виа Долороза 31°46′49″ с. ш. 35°14′02″ в. д.                     | Латинский Патриархат Иерусалима                                                               | Эта церковь вместе с церковью Осуждения является вторым стоянием Крестного пути. |
| Симон Киринеянин берет крест Иисуса Христа (Мф. 27:32)                                               | Часовня Симона Киринеянина                                      |             | Иерусалим, Старый город, Виа Долороза 31°46′46″ с. ш. 35°13′56″ в. д.                     | Латинский Патриархат Иерусалима                                                               | Пятое стояние Крестного пути. На внешней стене около часовни имеется камень, на котором, по традиции, считается отпечаталась рука Иисуса Христа. |
| Обращение Иисуса Христа к женщинам Иерусалима (Лк. 23:27-31)                                         | Монастырь Святого Харалампия                                    |             | Иерусалим, Старый город, Виа Долороза 31°46′45″ с. ш. 35°13′50″ в. д.                     | Иерусалимская православная церковь                                                            | Восьмое стояние Крестного пути. На внешней стене имеется камень с монограммой Христа «IC-XC NIKA». |
| С Иисуса Христа снимают одежды, впоследствии разделенные между римскими соладатами (Мф. 25:35)       | Часовня франков (часовня Скорбящей Божией Матери)               |             | Иерусалим, Старый город, примыкает к Храму Гроба Господня 31°46′41″ с. ш. 35°13′47″ в. д. | Латинский Патриархат Иерусалима                                                               | Десятое стояние Крестного пути. Находится справа от входа в Храм Гроба Господня. |
| Распятие Иисуса Христа (Мк. 15:25)                                                                   | Храм Гроба Господня. Голгофа. Придел Пригвождения ко Кресту     |             | Иерусалим, Старый город 31°46′42″ с. ш. 35°13′47″ в. д.                                   | Латинский Патриархат Иерусалима                                                               | Одиннадцатое стояние Крестного пути. Находится справа от места, на котором, по преданию, стоял Крест Христов. |
| Страдания и смерть Иисуса Христа на кресте, Его слова на нём (Мк. 15:34, Лк. 23:34-46, Ин. 19:26-30) | Храм Гроба Господня. Голгофа. Придел Распятия (Поднятия Креста) |             | Иерусалим, Старый город 31°46′42″ с. ш. 35°13′47″ в. д.                                   | Иерусалимская православная церковь                                                            | Двенадцатое стояние Крестного пути. Под престолом находится углубление, окруженное серебряным диском, отмечающее место, где, по преданию, стоял Крест Христов. Протестанты почитают Голгофу Гордона, вне стен Старого Города.                                                        |
| Снятие Иисуса Христа со креста (Ин. 19:38)                                                           | Храм Гроба Господня. Голгофа. Престол Скорбящей Божией Матери   |             | Иерусалим, Старый город 31°46′42″ с. ш. 35°13′47″ в. д.                                   | Латинский Патриархат Иерусалима                                                               | Тринадцатое стояние Крестного пути по католической традиции. Находится между католическим и православным приделами Голгофы. |
| Снятие Иисуса Христа со креста и помазание Его тела благовониями (Ин. 19:38-40)                      | Храм Гроба Господня. Камень помазания                           |             | Иерусалим, Старый город 31°46′42″ с. ш. 35°13′47″ в. д.                                   | Иерусалимская православная церковь, Латинский Патриархат Иерусалима и Армянская церковь       | Тринадцатое стояние Крестного пути по греческой православной традиции. Католики почитают это место только как место помазания тела Иисуса. Существующий камень датируется 1810 годом.                                                                                                |
| Положение Иисуса Христа во гроб (Мф. 27:57-60). Воскресение (Мф. 28:6-7)                             | Храм Гроба Господня. Кувуклия. Гроб Господень                   |             | Иерусалим, Старый город 31°46′42″ с. ш. 35°13′46″ в. д.                                   | Иерусалимская православная церковь, Латинский Патриархат Иерусалима и Армянская церковь       | Четырнадцатое стояние Крестного пути. Протестанты в качестве место погребения Иисуса Христа почитают Садовую гробницу. |

### События от Воскресения до Вознесения Иисуса Христа
| Событие                                                                                               | Место события                                                           | Изображение | Местоположение                                            | Принадлежность                     | Примечания |
| --- | ----------------------------------------------------------------------- | ----------- | --------------------------------------------------------- | ---------------------------------- | --- |
| Явление Ангела женам-мироносицам (Мф. 28:2-8)                                                         | Храм Гроба Господня. Кувуклия. Придел Ангела                            |             | Иерусалим, Старый город 31°46′42″ с. ш. 35°13′46″ в. д.   | Иерусалимская православная церковь | В приделе находится камень, по преданию, являющийся частью камня, отваленного от Гроба Ангелом. Этот камень является греческим православным престолом. |
| Преломление хлеба Иисусом Христом перед двумя учениками в Эммаусе (Лк. 24:13-32)                      | Руины византийской базилики и средневекового храма на месте дома Клеопы |             | Израиль, Эммаус-Никополь 31°50′21″ с. ш. 34°59′21″ в. д.  | Католическая община «Блаженств»    | Согласно византийскому преданию это событие произошло в доме Клеопы в Эммаус-Никополе. В качестве места дома Клеопы францисканцы традиционно считают руины около францисканского монастыря в Эль-Кубейбе. Также в качестве Эммауса учёные рассматривают село Калоние в 6 км от Иерусалима.                                                                          |
| Явление Воскресшего Иисуса ученикам, когда они подали Ему печеной рыбы и сотового меда (Лк. 24:43-43) | Монастырь Малой Галилеи. Часовня Трапезы Христа                         |             | Иерусалим, Елеонская гора 31°46′56″ с. ш. 35°14′41″ в. д. | Иерусалимская православная церковь | Согласно другой традиции это событие произошло в Сионской горнице. |
| Явление Иисуса Христа при море Тивериадском. Улов 153-х рыб. Прощение апостола Петра (Ин. 21:1-22)    | Церковь первенства Апостола Петра                                       |             | Израиль, Табха 32°52′18″ с. ш. 35°33′01″ в. д.            | Латинский Патриархат Иерусалима    | Перед алтарём находится скала, на которой, согласно христианской традиции, Иисус разделил трапезу с учениками. Католики считают, что здесь Иисус Христос, троекратным вопрошением «Любишь ли ты Меня?» даровал апостолу Петру первое место среди других апостолов. К храму со стороны озера примыкает древняя лестница, по которой мог ходить и Иисус с апостолами. |
| Вознесение Иисуса Христа (Лк. 24:50-52)                                                               | Часовня Вознесения                                                      |             | Иерусалим, Елеонская гора 31°46′44″ с. ш. 35°14′42″ в. д. | Принадлежит мусульманам            | В часовне находится камень, на котором, по преданию, в момент Вознесения остался отпечаток стопы Иисуса Христа. |

## Места послеевангельских почитаемых событий
| Событие                                           | Место события                                                         | Изображение | Местоположение                                            | Принадлежность                                                                                | Примечания |
| ------------------------------------------------- | --------------------------------------------------------------------- | ----------- | --------------------------------------------------------- | --------------------------------------------------------------------------------------------- | --- |
| Сошествие Святого Духа на апостолов (Деян. 2:1-4) | Сионская горница                                                      |             | Иерусалим, гора Сион 31°46′17″ с. ш. 35°13′44″ в. д.      | Горница не принадлежит ни одной из конфессий и находится в ведении израильского правительства | |
| Успение Богородицы                                | Аббатство Успения. Крипта                                             |             | Иерусалим, гора Сион 31°46′20″ с. ш. 35°13′44″ в. д.      | Латинский Патриархат Иерусалима                                                               | Крипта храма, по преданию, находится на месте Успения Богородицы. В крипте расположена статуя усопшей Богородицы. |
| Погребение тела Богородицы                        | Храм Успения Богородицы. Гробница Богородицы                          |             | Иерусалим, Гефсимания 31°46′48″ с. ш. 35°14′21″ в. д.     | Иерусалимская православная церковь и Армянский патриархат Иерусалима                          | |
| Обретение Креста Господня                         | Храм Гроба Господня. Придел обретения Креста                          |             | Иерусалим, Старый город 31°46′42″ с. ш. 35°13′48″ в. д.   | Иерусалимская православная церковь                                                            | Место, где, по преданию, был обретен Крест, обозначено плитой с изображением креста.                              |
| Первое и второе обретение главы Иоанна Предтечи   | Спасо-Вознесенский монастырь. Часовня обретения главы Иоанна Предтечи |             | Иерусалим, Елеонская гора 31°46′44″ с. ш. 35°14′53″ в. д. | Русская духовная миссия в Иерусалиме РПЦЗ                                                     | Место, где, по преданию, произошло первое и второе обретение главы Иоанна Предтечи отмечено углублением в полу.   |